# Tangipahoa Tourism $25,000 Women'S Pro Classic 2010
Il Tangipahoa Tourism $25,000 Women'S Pro Classic 2010 è stato un torneo di tennis facente parte della categoria ITF Women's Circuit nell'ambito dell'ITF Women's Circuit 2010. Il torneo si è giocato a Hammond in USA dall'1 al 7 marzo 2010 su campi in cemento e aveva un montepremi di 25 000 $.

## Vincitrici

### Singolare
Zhang Shuai ha battuto in finale  Jamie Hampton con il punteggio di 6–2 6–1

### Doppio
Xu Yi-Fan /  Zhou Yi-Miao hanno battuto in finale  Christina Fusano /  Courtney Nagle con il punteggio di 6–2 6–2